# Урда де Жос (Горж)
Урда де Жос (рум. Urda de Jos) насеље је у Румунији у округу Горж у општини Крушет. Oпштина се налази на надморској висини од 210 m.

## Становништво
Према подацима из 2002. године у насељу је живело 297 становника, од којих су сви румунске националности.